# Britt Janyk
Britt Janyk (Vancouver, 21. ožujka 1980.) umirovljena je kanadska alpska skijašica. Njezin mlađi brat Michael Janyk također je kanadski skijaš.

## Olimpijske igre
Britt je nastupila na jednim olimpijskim igrama u Vancouveru gdje je osvojila 7. mjesto u spustu, 17. u superveleslalomu i 25. u veleslalomu.

## Svjetski kup
U Svjetskome skijaškome kupu Britt nastupala je od 1999. godine, ima jednu pobjedu u spustu i još dva postolja.

### Pobjede u Svjetskome kupu
| Datum             | Mjesto | Disciplina |
| ----------------- | ------ | ---------- |
| 8. prosinca 2007. | Aspen  | spust      |

## Vanjske poveznice
- Osobna stranica Britt Janyk
- Statistika FIS-a  Arhivirana inačica izvorne stranice od 29. rujna 2007. (Wayback Machine)